# 刘汉生
刘汉生（1910年—2017年12月17日），又名钦沛，河南内黄人，中华人民共和国政治人物。

## 生平
生于河南省内黄县陆村乡千口村。毕业于直隶省立第七师范，早年参加中共地下运动。1931年11月至1932年1月，任中共天津市委书记。1931年12月，任中共河北省委秘书长。1933年被捕，1937年经八路军南京办事处保释出狱，同年任中共直南特委宣传部部长兼八路军第四支队政治部主任。1938年6月，任八路军第一二九师青年纵队政治部副主任。1941年，任冀鲁豫边区区委委员兼公安总局局长。1946年，任中共吉辽省委员会辽北分省委员会副书记、组织部部长。同年改辽宁军区副司令员。1949年，任中国人民解放军铁道兵团政治部副主任。
1953年10月至1954年5月，任中共唐山市委第一副书记。1955年2月，任唐山市政协主席。1956年，任唐山市委第一书记。1959年8月，任国家地质工业部副部长，因反对大跃进大炼钢铁，被撤销职务，下放到河北邯郸钢铁公司任副经理。文化大革命期间受迫害。1979年4月至1982年3月，任中华人民共和国电力工业部副部长。1982年9月至，出任第十二届中共中央纪律检查委员会委员。2017年12月17日因病医治无效在北京逝世，享年107岁。